# 오직 그대만
"오직 그대만"은 2011년 개봉한 대한민국의 영화이다. KOBIS 기준 누적관객수 1,027,622명을 기록했으며 최대 점유 스크린 수는 435개이다.

## 줄거리
영화 '오직 그대만'은 세상에 마음을 닫은 전직 복서와 시력을 잃어가는 와중에도 꿋꿋한 텔레마케터 사이의 로맨스를 그린 작품이다. 복싱 선수였던 남자는 어두운 과거를 딛고 살아가려 하지만, 밝고 긍정적인 여자를 만나면서 그의 삶에 변화가 찾아온다. 두 사람은 서로에게 의지하며 사랑을 키워나가지만, 여자의 시력은 점점 악화된다. 이러한 상황 속에서 남자는 여자를 위해 헌신하고, 둘의 관계는 더욱 깊어지는 이야기를 담고 있다. 이 영화는 두 주인공의 가슴 아픈 사랑과 희생을 중심으로 전개된다.

## 캐스팅
- 소지섭 - 장철민 역
- 한효주 - 하정화 역
- 강신일 - 최 관장 역
- 박철민 - 방 코치 역
- 윤종화[1] - 민태식 역
- 오광록 - 박창수 역
- 김정학 - 미 팀장 역
- 김미경 - 요안나수녀 역
- 위승배 - 격투기챔피언 역
- 정재진 - 교대노인 역
- 민경진 - 관리실남 역
- 염혜란 - 미용실원장 역
- 박성근 - 안과의사 역
- 이진희 - 안과간호사 역
- 안세호 - 브로커남 역
- 설지윤 - 재활원원장 역
- 신철진 - 재활원노인 역
- 정동규 - 정화부 역
- 추귀정 - 정화모 역
- 이채원 - 태식여친 1 역
- 이아린 - 텔레마케터 1 역
- 장은아 - 텔레마케터 2 역
- 김정석 - 출동경찰 1 역
- 최재훈 - 출동경찰 2 역
- 박지환 - 성산효체육관선수 1 역
- 신범식 - 동수 역
- 남의철 - 남 코치 역
- 김단율 - 똥집아이 역
- 구승현 - 재활원아이 역
- 조성하 - 최 실장 역
- 진구 - 공방사장 역
- 최제헌 - 태권도선수 역
- 이용직 - 조직부하 역
- 호란 - 공연가수 역 (특별출연)
- 알렉스 - 공연가수 역 (특별출연)